# Rodovia Lagos–Mombaça
A Rodovia Transafricana 8 (TAH 8), também conhecida como Rodovia Lagos–Mombaça, é uma rodovia transnacional que faz parte da Rede Rodoviária Transafricana, sob responsabilidade da Comissão Econômica das Nações Unidas para a África, do Banco Africano de Desenvolvimento, da União Africana e dos Estados nacionais atravessados.
A rodovia tem um comprimento de 10.269 km, atravessando Nigéria, Camarões, República Centro-Africana, República Democrática do Congo, Uganda e Quénia.